# District d'Hérât
Le district d'Hérât est un district situé dans la province de Hérât, en Afghanistan et centré sur la capitale de la province.

## Population
La population était estimée à 436 300 habitants en 2012.